# Justice (zespół muzyczny)

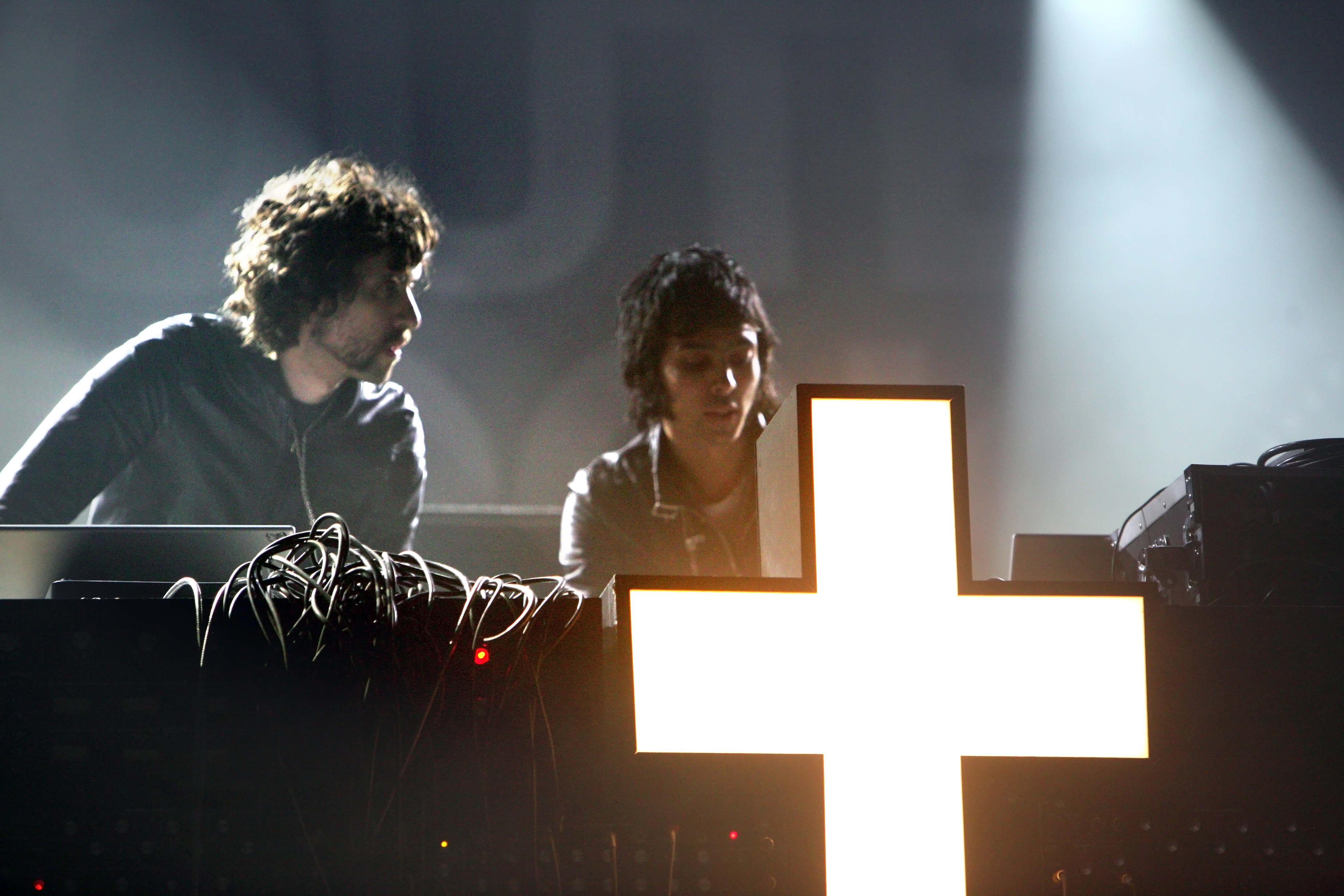
Justice podczas koncertu, 2007

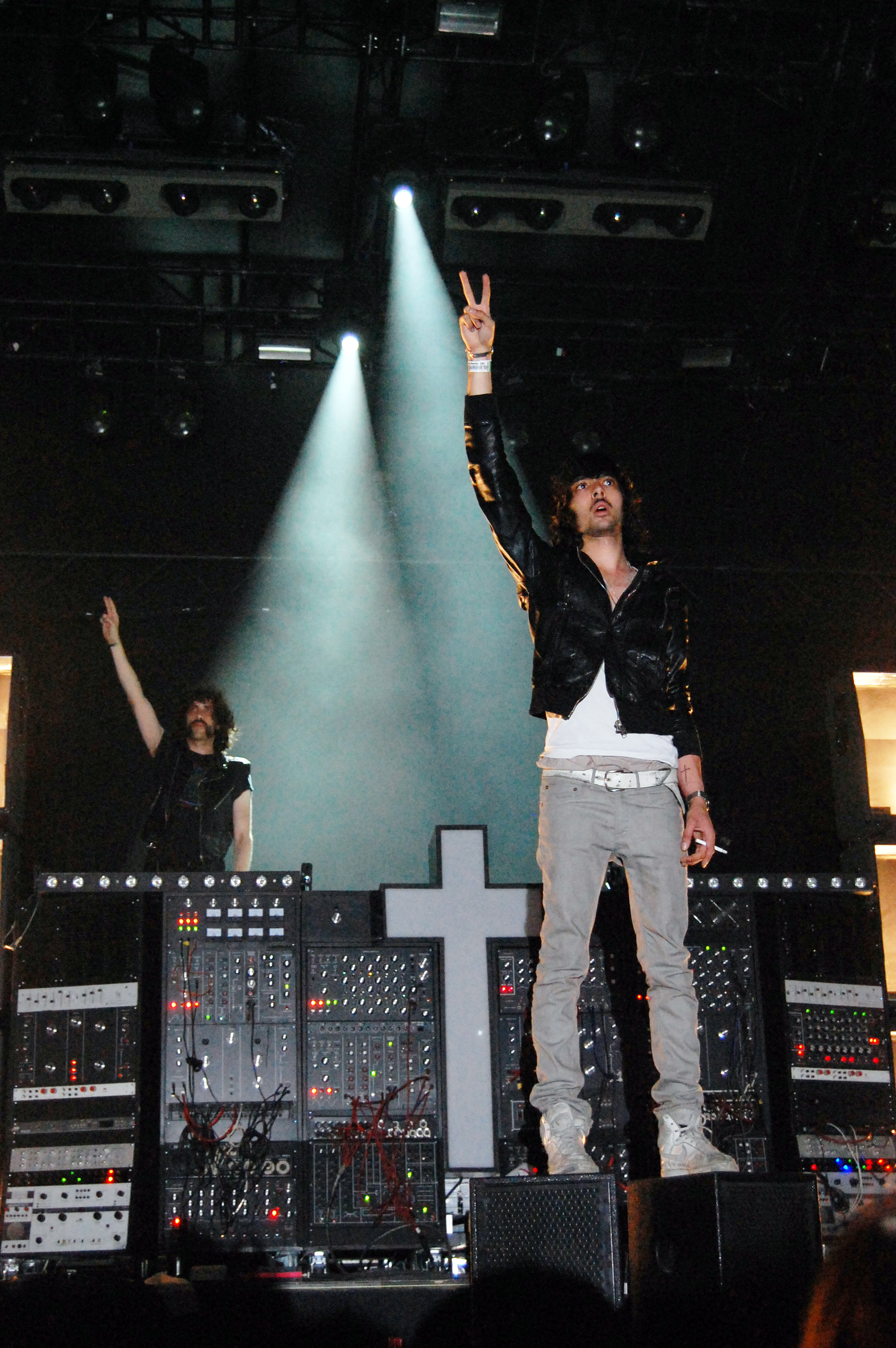
Justice @ Rock Werchter 2008

Justice – francuski zespół grający muzykę electro house.
Tworzą go dwaj francuscy DJ: Gaspard Augé i Xavier de Rosnay. Zadebiutowali w 2003 roku remixem piosenki "Never Be Alone" Simiana. Ich znakiem rozpoznawczym jest ogromny krzyż, który jest głównym elementem ich koncertowej scenografii. W lipcu 2007 roku wydali swój debiutancki album, którego tytuł stanowił właśnie znak † (Cross). 24 października 2011 roku ukazał się ich drugi studyjny album zatytułowany Audio, Video, Disco, a singlem zwiastującym ten album był Civilization, wydany 4 kwietnia 2011 roku oraz Audio, Video, Disco, wydany 26 września 2011 roku.
1 stycznia 2012 roku koncertem w Sydney w ramach Field Day Festival rozpoczęli światową trasę LIVE! promującą album Audio, Video, Disco. Trasa liczyła ok. 100 koncertów w tym pierwszy występ w Polsce przy okazji Open'er Festival w Gdyni – 5 lipca 2012 roku. Ostatnim przystankiem na trasie był koncert w stolicy Meksyku – One Festival (10 listopada 2012 roku). 6 maja 2013 roku ukazał się drugi, koncertowy album Access All Arenas podsumowujący trasę z 2012 roku.
13 lipca 2016 roku Justice zaprezentowali pierwszy singiel - Safe and Sound, zwiastujący trzeci studyjny album WOMAN. Album ukazał się 18 listopada 2016 roku. Album promuje obecnie cztery single ww. Safe and Sound, Randy, Alakazam! i Fire.  9 grudnia ogłosili oficjalną trasę promującą najnowsze wydawnictwo LIVE! WOMAN WORLD TOUR, trasa rozpoczęła się 1 stycznia 2017 roku.

## Dyskografia

### Albumy studyjne
- 2007: †

- 2011: Audio, Video, Disco

- 2016: WOMAN

- 2018: Woman Worldwide
- 2024: Hyperdrama

### Albumy koncertowe
- 2008: A Cross the Universe
- 2013: Access All Arenas

## Filmografia
- A Cross The Universe (2008)
- Mordercza Opona (2010), muzyka członka zespołu Gaspard'a Augé i Mr. Oizo
- Iris: A Space Opera by Justice (2019)

## Single

### †(Cross)
- Waters of Nazareth (2005)
- D.A.N.C.E. (2007)
- DVNO (2008)
- Phantom Pt. 2 (2007)
- Tthhee Ppaarrttyy (2009)

### Audio Video Disco
- Civilization (2011)
- Audio, Video, Disco (2011)
- On'n'On (2012)
- New Lands (2012)
- Helix (styczeń 2013)

### Woman
- Safe And Sound (2016)
- Randy (2016)
- Alakazam! (2016)

- Fire (2016)

### Woman Worldwide (WWW)
- Pleasure Live (2017)
- Stop [WWW] (2018)
- D.A.N.C.E. x Fire x Safe and Sound [WWW] (2018)
- Randy [WWW] (2018)
- Chorus [WWW] (2018)
- Love S.O.S. [WWW] (2018)

### Hyperdrama
- One Night/All Night (2024)
- Generator (2024)
- Incognito (2024)
- Saturnine (2024)

### Epki
| Rok  | Tytuł                                                     | B-sides | Format           | Wytwórnia                                           |
| ---- | --------------------------------------------------------- | --- | ---------------- | --------------------------------------------------- |
| 2003 | "Never Be Alone" (Vs Simian) / "Steamulation" (Vs Gambit) | Espion – "Anything Is Possible" (Château Flight Remix), "Anything Is Possible" (Château Flight Bonus Beats)                                  | 12"              | Ed Banger Records                                   |
| 2004 | "Never Be Alone"                                          | Remix by DJ Hell | 12"              | International DeeJay Gigolo Records                 |
| 2005 | "Waters of Nazareth" FR# 88                               | "Let There Be Light", "Carpates" | 12"              | Ed Banger Records                                   |
| 2006 | "Waters of Nazareth" (Part 2)                             | Remixes by Erol Alkan, DJ Funk and Justice feat. Feadz                                                                                       | 12", CD          | Ed Banger Records / Because Music / Vice Recordings |
| 2006 | "We Are Your Friends" UK #20                              | Remixes by Lee Cabrera, Radio Slave & Spencer Parker, Milke and Edison                                                                       | 12", CD          | Ten Records                                         |
| 2007 | "Phantom"                                                 | Limited edition promo, backed with 27-second preview of "D.A.N.C.E."                                                                         | 12"              | Ed Banger Records                                   |
| 2007 | "D.A.N.C.E." UK #48 -ITA #41, FR # 11                     | "B.E.A.T, D.A.N.C.E." (Extended), "Phantom"                                                                                                  | 12"              | Ed Banger Records / Because Music                   |
| 2007 | "D.A.N.C.E." Remixes –                                    | Remixes by Jackson & His Computer Band, MSTRKRFT and Alan Braxe & Fred Falke as well as a live version                                       | 12"              | Ed Banger Records / Because Music                   |
| 2008 | "DVNO"                                                    | "DVNO" (Justice Remix), "DVNO" (Surkin Remix), "DVNO" (Sunshine Brothers Mix), "DVNO" (LA Riot Remix), "DNVO" (Petits Pilous Remix)          | 12", CD          |                                                     |
| 2008 | "Planisphère"                                             | "Planisphère Part 1", "Planisphère Part 2", "Planisphère Part 3", "Planisphère final"                                                        | Myspace          | Dior Homme S/S 09 Music                             |
| 2011 | "Civilization"                                            | "Civilization" (Demo Version), "Civilization" (Mr. Oizo Remix), "Civilization" (The F***ing Champs Remix)                                    | Digital download | Ed Banger, Because Music                            |
| 2011 | "Audio, Video, Disco"                                     | "Helix", "Audio, Video, Disco" (Para One Remix), "Audio, Video, Disco" (Mickey Moonlight Remix)                                              | Digital download | Ed Banger, Because Music                            |
| 2012 | "On'n'On"                                                 | "On'n'On" (Rick Rubin Remix), "Canon" (Erol Alkan Remix), "Canon" (Tiga Remix), "On'n'On" (Brodinski Remix), "On'n'On" (Video Village Remix) | Digital download | Ed Banger, Because Music                            |
| 2012 | "New Lands"                                               | "New Lands" (Live), "New Lands" (A-Trak Remix), "New Lands" (Sebastian Remix)                                                                | Digital download | Ed Banger, Because Music                            |
| 2013 | "Helix"                                                   | "Helix (Extended)", "Presence", "Ohio", "Helix (Gesaffelstein Vision Remix)", "Helix (Domenico Torti's Headspin Remix)"                      | Digital download | Ed Banger, Because Music                            |

### Remiksy
| Rok  | Artysta               | Tytuł                            |
| ---- | --------------------- | -------------------------------- |
| 2003 | Vicarious Bliss       | "Theme from Vicarious Bliss"     |
| 2003 | Gambit                | "Steamulation"                   |
| 2004 | N*E*R*D               | "She Wants to Move"              |
| 2004 | Scenario Rock         | "Skitzo Dancer"                  |
| 2005 | Britney Spears        | "Me Against the Music"           |
| 2005 | Death from Above 1979 | "Blood On Our Hands"             |
| 2005 | Fatboy Slim           | "Don't Let the Man Get You Down" |
| 2005 | Daft Punk             | "Human After All"                |
| 2005 | Soulwax               | "NY Excuse"                      |
| 2005 | Mystery Jets          | "You Can’t Fool Me Dennis"       |
| 2006 | Franz Ferdinand       | "The Fallen"                     |
| 2006 | Mr. Oizo              | "Nazis"                          |
| 2006 | Justice               | "Waters of Nazareth"             |
| 2007 | Justin Timberlake     | "LoveStoned"                     |
| 2007 | Justice               | "D.A.N.C.E."                     |
| 2007 | ZZT                   | "Lower State of Consciousness"   |
| 2007 | Klaxons               | "As Above, So Below"             |
| 2008 | Justice               | "DVNO"                           |
| 2008 | Underworld            | "BoyBoyBoy"                      |
| 2008 | SebastiAn             | "Motor"                          |
| 2008 | MGMT                  | "Electric Feel"                  |
| 2009 | U2                    | "Get On Your Boots"              |
| 2013 | Boys Noize            | "Ich R U"                        |
| 2024 | Justice               | "Incognito"                      |
| 2024 | Justice               | "Afterimage"                     |

## Teledyski
- Justice vs. Simian – "We are Your Friends" (dir. Rozan & Schmeltz)  † (2007)
- Justice – "D.A.N.C.E." (†)
- Justice – "DVNO" (dir. So-Me) (†)
- Justice – "Stress" (†)
- Justice – "Phantom II" (†)  Audio, Video, Disco (2011)
- Justice – "Civilization" (Audio, Video, Disco)
- Justice – "Audio, Video, Disco" (Audio, Video, Disco)
- Justice – "On'n'On" (Audio, Video, Disco)
- Justice – "New Lands" (Audio, Video, Disco)  WOMAN (2016)
- Justice – "Safe and Sound" (WOMAN)
- Justice – "Randy" (WOMAN)
- Justice – "Alakazam!" (WOMAN)

- Justice – "Fire" (WOMAN)

- Justice – "Pleasure Live" (Woman World Wide)
- Justice – "Stop" (WWW)
- Justice – "Love S.O.S." (WWW)
- Justice – "One Night/All Night" (Hyperdrama)
- Justice – "Generator" (Hyperdrama)
- Justice – "Neverender" (Hyperdrama)

## Nagrody i nominacje

### Nagrody
Europejskie Nagrody Muzyczne MTV 2006
- Najlepszy teledysk – Justice vs. Simian – "We Are Your Friends"

Europejskie Nagrody Muzyczne MTV 2007
- Najlepszy teledysk – Justice – "D.A.N.C.E."

Nagroda Grammy 2008
- Remix MGMT – Electric Feel

Nagroda Grammy 2018
- Najlepszy album dance/elektronika – "Woman Worldwide"

### Nominacje
Nagroda Grammy 2008
- Najlepszy teledysk – "D.A.N.C.E."
- Najlepsza piosenka dance/elektroniczna – "D.A.N.C.E."
- Najlepszy album dance/elektronika – "†"

Europejskie Nagrody Muzyczne MTV 2011
- Najlepszy teledysk – "Civilization"